# Епюр

Літак Hawker Sea Hawk, зображений з допомогою епюра Монжа

Епюр (англ. diagram, curve, projection; нім. Zeichenebene f, Bildenebene f, Aufrißebene f, Aufriß m, Figur f) — креслення, на якому просторова фігура зображена її ортогональними проєкціями, суміщеними в одній площині.
Зазвичай воно дає 3 види: фронтальну, горизонтальну і профільну проєкції (фасад, план, профіль). Креслення проєктується на взаємно перпендикулярні, а потім розгорнуті на одну площині.

## Історія
У першій половині XVIII століття в європейському кораблебудуванні склалася практика розташовувати проєкцію теоретичного креслення (поєднану з видом ютів надбудов з корми), яка приблизно відповідала сучасній проєкції «Корпус», зліва від основного виду з правого борту, нині званого «Бік», а проєкцію «напівширота» — під останнім.
Будучи одним з міністрів в революційному уряді Франції, Гаспар Монж багато зробив для її захисту від іноземної інтервенції і для перемоги революційних військ. Почавши із завдання точної різки каміння за заданими ескізами стосовно до архітектури і фортифікації, Монж прийшов до створення методів, узагальнених ним згодом в новій науці — нарисної геометрії, творцем якої він по праву вважається. З огляду на можливість застосування методів нарисної геометрії у військових цілях при будівництві укріплень, керівництво Мезьєрської школи не допускало відкритої публікації аж до 1799 р.

## Система двох площин проєкції

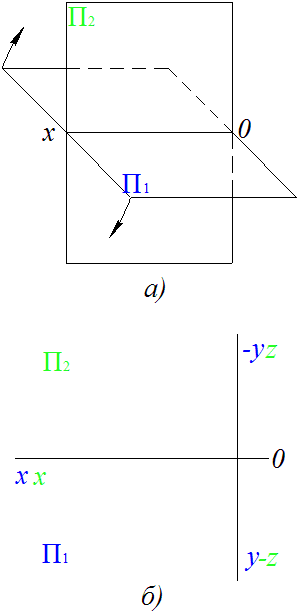
рис.1 Система двох площин проєкцій: а — розташування площин проєкцій; б — поєднання площин проєкцій

В даному випадку, для побудови зображення в двох площинах проєкцій, горизонтальна площина проєкцій П1 і фронтальна площина проєкцій П2 поєднуються в одну, як показано на рис. 1. У перетині вони дають вісь проєкцій x і ділять простір на чотири чверті (квадранта).

## Система трьох площин проєкцій

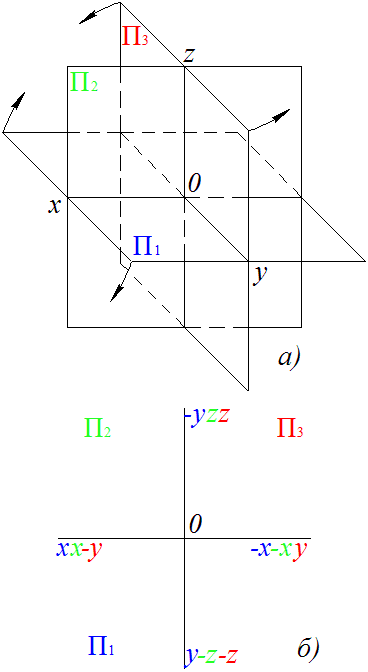
рис.2 Система трьох площин проєкцій: а — розташування площин проєкцій; б — поєднання площин проєкцій

В системі трьох площин проєкцій поєднуються всі три площини проєкцій (П1 — горизонтальна, П2 — фронтальна и П3 — профільна), як показано на рис.2. Площини утворюють три осі проєкцій (осі координат) і вісім прямокутних тригранників, ділячи простір на вісім октантів.
Для проектування точки А на площині проєкцій використовуються наступні її координати: П1 — А′(x, y)
П2 — А′′(x, z)
П3 — А′′′(y, z)